# Entrance Island (Likiep)
Entrance Island (weitere Bezeichnungen: Bird Island) ist ein winziges Motu des Likiep-Atolls der pazifischen Inselrepublik Marshallinseln.

## Geographie
Entrance Island liegt in der Lagune des Atolls, am südlichen Saum zwischen Etoile Island und Agony Island am South Pass (Minami-suido). Die Insel ist bekannt für den Entrance historic cemetery an. Die Insel ist unbewohnt.